# George Holroyd (2e comte de Sheffield)
George Augustus Frederick Charles Holroyd (16 mars 1802 – 5 avril 1876), titré vicomte de Pevensey de 1816 à 1821, est un homme politique britannique conservateur.

## Biographie
Il est le fils de John Baker Holroyd (1er comte de Sheffield), et de sa troisième femme Lady Anne, fille du Premier Ministre Frederick North, et succède à son père comme comte en 1821, à l'âge de dix-neuf ans. Plus tard, il est en mesure de prendre un siège dans la Chambre des lords du fait de son titre junior de baron Sheffield, qui est dans la Pairie du Royaume-Uni, et sert comme Lord-in-waiting (whip du gouvernement à la Chambre des Lords), de 1858 à 1859 dans le gouvernement conservateur d'Edward Smith-Stanley (14e comte de Derby). La seconde femme de son père, Lady Lucy Pelham, 1763-1797, est une fille du comte de Chichester, qui meurt sans descendance.
Lord Sheffield épouse Lady Harriet, fille de Henry Lascelles (2e comte de Harewood), en 1825. Il est décédé en avril 1876, âgé de 74 ans, et est remplacé dans ses titres, par son second fils aîné survivant Henry Holroyd (3e comte de Sheffield). La comtesse de Sheffield, est décédée en janvier 1889.